# Paraselena

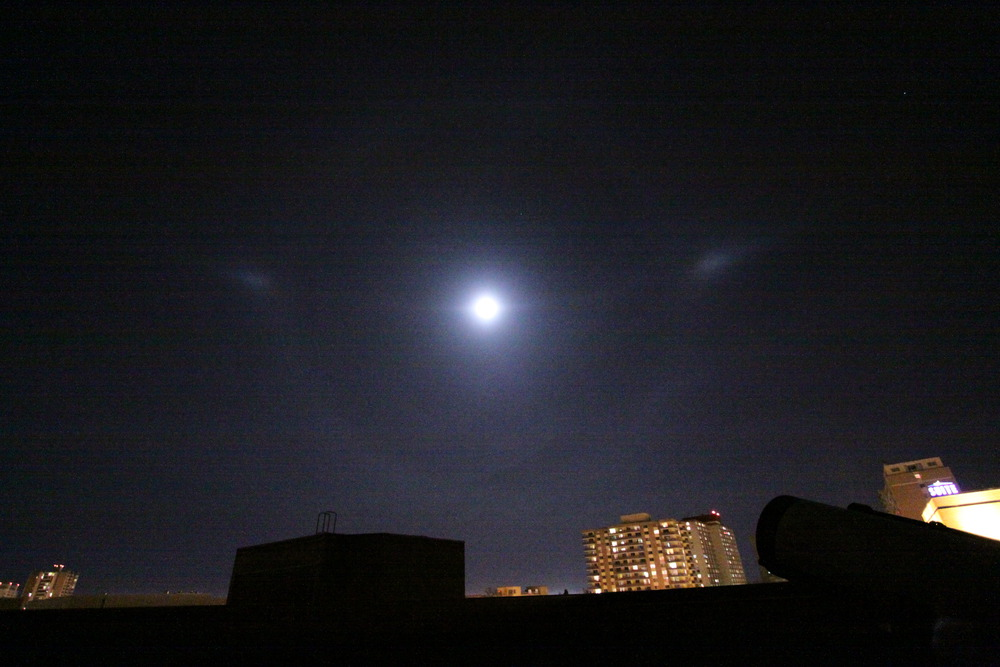
Twee bijmanen in Edmonton, Alberta, Canada. Ook zichtbaar zijn de 22°-halo en de bijmanenring (paraselenische kring). De Maan was voor ruim 94% verlicht.

Bijmanen of paraselenae (enkelvoud paraselena) zijn een natuurlijk optisch fenomeen in de aardatmosfeer in de vorm van twee heldere lichtvlekken links en rechts van de maan. Ze behoren tot de categorie haloverschijnselen en worden op exact dezelfde manier veroorzaakt als bijzonnen (maar dan met de maan als lichtbron), namelijk als gevolg van het maanlicht dat door ijskristallen schijnt, veelal in de vorm van cirrus- of cirrostratuswolken. Net als bijzonnen komen bijmanen in principe in paren voor, links en rechts van de maan en op dezelfde hoogte boven de horizon, maar bij een onregelmatige verdeling van de bewolking kan het voorkomen dat slechts één bijmaan te zien is.
Voor alle haloverschijnselen geldt dat ze zowel door de zon als de maan kunnen worden veroorzaakt; laatstgenoemde komt echter minder vaak voor, aangezien maanlicht veel zwakker is en eventuele halo's alleen bij (bijna-)volle maan goed zichtbaar zijn. Bovendien lijken paraselenae minder kleurrijk dan parhelia, doordat het zwakkere licht niet of nauwelijks de kegeltjes in het netvlies van het menselijk oog activeert.
Behalve de bijmanen is ook de 22° halo bij de maan geregeld te zien, vaak aangeduid als de "kring om de maan" (niet te verwarren met de corona, eveneens een atmosferisch optisch verschijnsel maar veroorzaakt door fijne waterdruppeltjes in plaats van ijskristallen). In gunstige omstandigheden kan ook de bijmanenring (het maan-equivalent van de bijzonnenring) optreden, evenals nog zeldzamere halo's die normaliter alleen bij de zon worden waargenomen. Evenals zonnehalo's worden maanhalo's vaak geassocieerd met koud weer, maar ze kunnen overal ter wereld en in ieder weertype voorkomen.